# 조영광 (축구 선수)
조영광(한국 한자: 趙榮光,2004년 3월 11일 ~ )은 대한민국의 축구 선수로, 포지션은 수비수이다. 현재 FC 오사카 소속이다.

### 국가대표팀
대한민국 U-20
- AFC U-20 아시안컵 : 준결승 (2023)
- FIFA U-20 월드컵 : 4위 (2023)

## 참고 자료
- 라이트백 조영광, '영광의 시대'는 바로 지금!